# Luis Manuel Seijas
Luis Manuel Seijas Gunther (Valencia, Venezuela, 23 de junio de 1986) es un exfutbolista venezolano nacionalizado colombiano y de ascendencia alemana que jugaba como centrocampista y su último equipo fue el Phoenix Rising F. C. de la USL Championship de los Estados Unidos.

## Trayectoria

### Centro Ítalo de Valencia
Luis Manuel nació en Valencia, siendo niño empezó a jugar a fútbol en el club ANM. En el club albiazul, jugó por mucho tiempo y se destacó siendo uno de los mejores del equipo en el colegio. Seijas, con el paso del tiempo se convirtió en uno de los mejores jugadores de las inferiores del Centro Ítalo con Raúl González. Gracias a sus buenas actuaciones con Centro Ítalo, fue convocado para jugar con la selección Sub-15 de Venezuela. A sus 16 años Seijas, tuvo la oportunidad de conocer y entrenar con Tito Díaz, quien había jugado para el Deportivo Táchira años atrás. Unos meses después, Luis Manuel fue convocado a la selección de fútbol sub-20 de Venezuela, donde jugó el Sudamericano del 2005 en Colombia. Allí, tuvo una buena participación, siendo uno de los más destacados del equipo; por lo que se fue del Centro Ítalo de Valencia para fichar por el Caracas Fútbol Club, uno de los equipos grandes de Venezuela.

### Caracas Fútbol Club
En el equipo de la capital, no tuvo muchas oportunidades para jugar con el equipo profesional, por lo que le tocó jugar con el equipo juvenil.  

### Banfield
Tras no tener muchas oportunidades, el Caracas Fútbol Club, decidió mandar a Luis Manuel Seijas al Club Atlético Banfield de Argentina en calidad de préstamo por un año y medio. En el equipo argentino, empezó jugando con la reserva en la cuarta división del fútbol argentino. Con el equipo de reserva, jugó 6 partidos y anotó 3 goles. Cuando el venezolano subió a hacer parte de la nómina profesional, se lesionó de los ligamentos cruzados de la rodilla izquierda, por lo que estuvo 8 meses sin jugar. Luego de recuperarse de su lesión, Luis Manuel volvió a Argentina, e integró nuevamente la nómina de Banfield en la pretemporada. Su debut como futbolista profesional, fue en el segundo semestre del 2006, cuando Banfield jugó contra Estudiantes de La Plata, por un partido válido por la Primera División de Argentina, entrando en el segundo tiempo. Su primer partido como titular con la camiseta del "Taladro", fue contra el Club Atlético Nueva Chicago. Ese día el partido quedaría empatado 1-1 y el venezolano jugó los 90 minutos. Su etapa en Argentina, le dio más experiencia, y le ayudó en su formación como profesional. Con el Club Atlético Banfield, Seijas jugó 4 partidos, uno de ellos como titular, teniendo buenas actuaciones. 

### Deportivo Táchira
A mediados del año 2007, Luis Manuel regresó a su país, pero esta vez a jugar con el Deportivo Táchira. Allí, fue cuando Seijas eligió el dorsal 20, en honor a Tito Díaz, técnico suyo que había jugado en el Táchira usando ese mismo número. Su debut como profesional en fútbol profesional de Venezuela, fue el 5 de agosto del 2007, cuando el Deportivo Táchira, le ganó 6-1 al Estrella Roja. Ese día, tendría un gran partido; ya que anotaría 2 goles y jugaría los 90 minutos. Poco a poco, con el paso de los partidos Seijas se convirtió en uno de los jugadores titulares de su equipo, teniendo buenos partidos. En su semestre jugando para el Deportivo Táchira, jugó 18 partidos entre liga y copa siendo titular en la mayoría de ellos. Así, Seijas se volvió en uno de los jugadores favoritos de la hinchada del equipo aurinegra. Tras un gran semestre en el Táchira, dejó al club para irse a jugar al fútbol de Colombia.

### Independiente Santa Fe
Después de unos días de negociaciones, el 11 de diciembre de 2007, se llegó a un acuerdo con Independiente Santa Fe, equipo de la ciudad de Bogotá, para jugar en la próxima temporada. En la pretemporada el volante nacido en Valencia, jugó 4 partidos y marcó 1 gol. Su debut con Santa Fe en el Fútbol Profesional Colombiano, fue el 2 de febrero de 2008 en un partido contra el Atlético Nacional, donde tuvo un buen partido, jugando 59 minutos; en un partido que Santa Fe ganó 1-0 con gol de Léider Preciado. Su primer gol con la camiseta albirroja fue en un partido contra el América de Cali, el 9 de febrero de 2008. Ese día, Santa Fe ganó 2-1, y Seijas fue una de las figuras del partido después de jugar los 90 minutos. Seijas, se fue afinzando en la nómina titular del conjunto cardenal, teniendo buenos partidos, siendo fundamental en la mitad de la cancha. El 6 de agosto, Independiente Santa Fe jugó un partido amistoso contra el Real Madrid en el Estadio Nemesio Camacho El Campín, donde Seijas tuvo un muy buen partido demostrando su clase, y marcando el único gol de Santa Fe en el partido que terminaría 1-2 a favor del equipo español. Su primer semestre en el fútbol colombiano fue bueno, jugando 18 partidos siendo 14 de ellos como titular y anotó 3 goles. Así, Luis Manuel ayudó a que Santa Fe clasificara a los cuadrangulares semifinales, luego de quedar terceros en la primera fase. En los cuadrangulares, el venezolano jugaría todos los 6, todos de titular, donde tuvo buenos partidos, pero Santa Fe no consiguió pasar a la final. Tras un buen 2008, siendo su primer año, Seijas se haría con un hueco en el once titular, y para el 2009 ayudó a que Independiente Santa Fe, ganara un título después de 20 años, ganando la Copa Colombia, en la que Santa Fe le ganaría en los penales al Deportivo Pasto. Ese día, Seijas entró en la historia del conjunto albirrojo de la capital de Colombia. En el 2010, Santa Fe jugó la Copa Sudamericana, como derecho tras haber ganado la Copa Colombia. En el torneo continental, el cuadro cardenal llegaría hasta los octavos de final donde quedó eliminado por el club Atlético Mineiro de Brasil. En ese año, Seijas se volvió en referente del equipo y uno de los favoritos de la hinchada santafereña. Ese año, fue bueno para Santa Fe pues logró llegar a los cuadrangulares donde fue eliminado por el Deportes Tolima. En el 2011, fue su último año de su primera etapa en Santa Fe, donde siendo ya uno de los favoritos de la hinchada y un jugador referente, jugó un buen primer semestre del año. Para la primera fecha del Torneo Finalización 2011, Luis Manuel Seijas jugó su último partido con la camiseta santafereña anotando un gol. Así, Seijas dejó a Independiente Santa Fe, tras 3 años y medio, donde jugó grandes partidos y se convirtió en uno de los ídolos de la hinchada santafereña. El día martes 30 de agosto de 2011, Seijas dejó a Santa Fe, y firmó con el Standard de Lieja de la Primera División de Bélgica. Así, el venezolano terminó su primera etapa en Santa Fe y en el Fútbol Colombiano. 

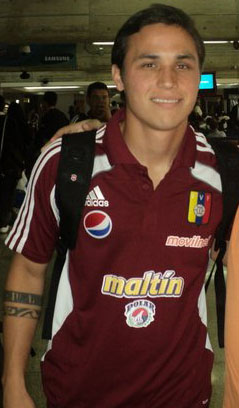
Seijas en 2011.

### Standard de Lieja
Tras unos muy buenos años en Independiente Santa Fe, Luis Manuel llegó al Standard Lieja sin ocupar plaza de extranjero por su pasaporte alemán, siendo su primera experiencia en fútbol europeo. En su primera temporada en Bélgica, Seijas jugó 28 partidos, e hizo 3 goles; teniendo así una buena primera temporada. Sin embargo, su etapa en el fútbol belga duraría apenas 2 temporadas, donde luego de jugar 18 partidos y marcar 3 goles en la temporada 2012-2013; el club anunció su recisión de contrato, ya que el jugador había llegado a un acuerdo con el club, ya que sentía que no había tenido mucho protagonismo. Así pues, Seijas terminó su etapa en el Standard, el fútbol belga y el fútbol europeo teniendo buenos partidos. Después, el jugador fue a Venezuela, donde descansó y se concentró para los partidos de su selección en las eliminatorias a Copa Mundial de Fútbol de 2014.

### Sociedad Deportivo Quito
A mediados de julio del 2013, Seijas llega al Deportivo Quito, club del fútbol de Ecuador. Sin embargo, en el equipo quiteño, Seijas jugó solamente la cantidad de 6 partidos, y además se dice que no se le cumplió del todo con su sueldo. Así, Luis Manuel dejó el equipo ecuatoriano, a finales del año.  

### Regreso a Santa Fe
Después de 2 años y medio, Luis Manuel Seijas volvió a Independiente Santa Fe, a principios del 2014. En el primer semestre, Seijas juega algunos partidos en buen nivel. A mitad de año, Santa Fe jugó un partido amistoso contra el Deportivo La Coruña, y ganó 1-0 con gol de Luis Manuel. El segundo semestre del año, fue el mejor para Seijas, ya que con la ayuda del técnico argentino Gustavo Costas, retomó su poco a poco su ritmo, y fue importante en los partidos de Liga, y de Copa Colombia, donde ayudó a que Santa Fe llegara a la final y quedara subcampeón tras perder contra el Deportes Tolima. Sin embargo, su mejor momento, fue en la parte final del campeonato colombiano, cuando en los cuadrangulares, anotó el gol que ayudó a que Independiente Santa Fe le ganó al Atlético Nacional, 1-0 en la ciudad de Medellín. Así, Santa Fe se clasificó a la final y Seijas volvió a mostrar porque es un ídolo de la hinchada santafereña. En la final contra el Independiente Medellín, Luis Manuel tuvo 2 buenos partidos, y el 21 de diciembre ayudó a que Santa Fe se coronara campeón por octava vez en su historia, entrando nuevamente a la historia del equipo cardenal.

### Internacional de Portoalegre
Seijas dejó al club santafereño a mediados del 2016, para irse a jugar al Internacional de Porto Alegre del fútbol de Brasil.

### Chapecoense
Jugó la Copa Sudamericana 2017 con Chapecoense, de Brasil, donde llegó a octavos de final, siendo eliminado por Flamengo. Jugó varios partidos en el segundo semestre de 2017 aportando dos asistencias al equipo, en el año 2018 el director técnico de Chapecoense le manifestó que no contaba con el, por lo cual no volvió a jugar un partido oficial con el club.El último partido oficial del venezolano fue el 11 de septiembre del año pasado en la derrota del Chapecoense 1-2 ante el Cruzeiro. Durante su etapa en el club, Seijas actuó un total de 1202 minutos en 18 partidos.

### Tercera etapa en Santa Fe
El 17 de junio del año 2018 el Club confirma a través de sus redes sociales, la vuelta de Luis Manuel. 
La segunda parte del Torneo el cuadro Santafereño disputaba 3 torneos, Liga, Copa y Sudamericana, siendo Seijas Uno de los referentes del equipo para la segunda parte del 2018.
En el Torneo Finalización el conjunto cardenal logra clasificarse a cuartos de final en la última fecha tras ganarle a su clásico rival Millonarios por 3-0 con goles de Wilson Morelo. El 17 de Noviembre es eliminado en el Murillo Toro por penales contra el Tolima tras ganar de visitante por 1-0, Seijas entro al 73 tras la lesión de Guastavino. Por el Torneo Internacional Santa Fe logra llegar a Semis tras haber eliminado a dos equipos de su propio país Cali en Octavos y Millonarios en cuartos para terminar cayendo contra el Junior 3-0 en el global. Por Copa los cardenales se fueron eliminados en cuartos de Final tras caer por penales contra el Once Caldas.
En su retorno al equipo capitalino Seijas Jugo 28 partidos perdiéndose únicamente 5 partidos del segundo semestre y anotando un gol en la goleada 4-0 frente alianza petrolera.
Para la temporada 2019 el equipo llegaba con una renovación en más de la mitad de su plantilla, y con varias bajas importantes, el técnico Guillermo Sanguinetti fue despedido en la 4 fecha tras la derrota de local por 0:1 contra deportes Tolima; El campeonato fue desastroso para el cuadro Santafereño donde luego de 20 fechas quedaron en última posición con 1 partido ganado y -7 goles en contra, Luis Manuel estuvo dentro de lo más destacable del equipo jugando 16 partidos aportando 1 gol y 1 asistencia. 
Para el 2019 II el equipo debía reponerse del mal torneo pasado. Para la fecha 2, disputada el 20 de julio de 2019 Santa Fe visitaba en el estadio General Santander a Cúcuta Deportivo buscando su primera victoria en el Torneo, Sobre el Minuto 22 en una acción Fortuita Seijas cae lesionado Retirándose del campo, 5 días después el departamento médico del club confirmo que sufrió una ruptura del ligamento cruzado anterior de la rodilla derecha, Lesión que lo sacaría de las canchas por lo que queda del año 2019.
El equipo supo reponerse sin su capitán, terminando el todos contra todos en la posición 5 y siendo eliminado en los cuadrangulares semifinales.
Seijas recibió el alta médica el 19 de febrero del año 2020, pero debido al paron mundial por la pandemia del coronavirus volvería a disputar un partido oficial el 19 de septiembre de 2020 por la fecha 9 del que era el torneo apertura de visitante contra el Deportivo Pereira. El encuentro Finalizo 2-1 a favor de Santa Fe donde Seijas aporto una asistencia.
El Torneo 2020 termino con un Independiente Santa Fe Subcampeón en donde Luis Manuel tuvo un rol más secundario siendo en muchas ocasiones el primer cambio. La campaña la termino con 15 partidos disputados contando los de la Copa Colombia con 2 goles y 2 asistencias.
En el inicio de 2021 sin la confianza del entrenador Seijas es relegado a la suplencia. Donde solo disputa 12 partidos sin participación en goles, Santa Fe logra llegar a los cuartos de Final de la liga siendo eliminado por Junior y haciendo una pésima Copa Libertadores 2021 quedando eliminado en fase de grupos.
Se marcha el 1 de julio de 2021 como agente libre después de no llegar a un acuerdo para su renovación.

### Phoenix Rising FC
El 8 de septiembre de 2021 hacen oficial el fichaje de Seijas, tras llegar como agente libre, allí jugaría su último periodo como jugador profesional. El 11 de octubre de 2022 hace oficial por medio de sus redes sociales su retiro de manera definitiva como profesional a sus 36 años.

## Selección nacional

### Selección sub-20

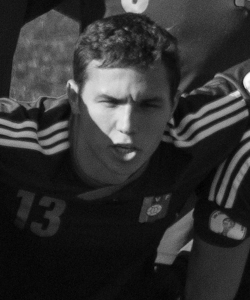
Seijas en 2012 con Venezuela.

Disputó 8 partidos, 7 de titular contra Argentina, Bolivia, Perú, Chile, Brasil, Uruguay y 2 contra Colombia jugando 632º minutos quedando de terceros en la primera fase y de últimos (sextos) en la fase final en el Campeonato Sudamericano Sub-20 de 2005.
| Sudamericano Sub-20 | Sede     | Resultado  | Partidos | Goles |
| ------------------- | -------- | ---------- | -------- | ----- |
| Sudamericano 2005   | Colombia | Fase final | 8        | 0     |

### Selección de mayores
Debutó en la Selección de fútbol de Venezuela en un partido amistoso disputado contra Uruguay el 18 de octubre de 2006 disputado en el estadio Centenario de Montevideo con resultado de 4:0 a favor de Uruguay, saliendo de titular disputando 46 minutos.

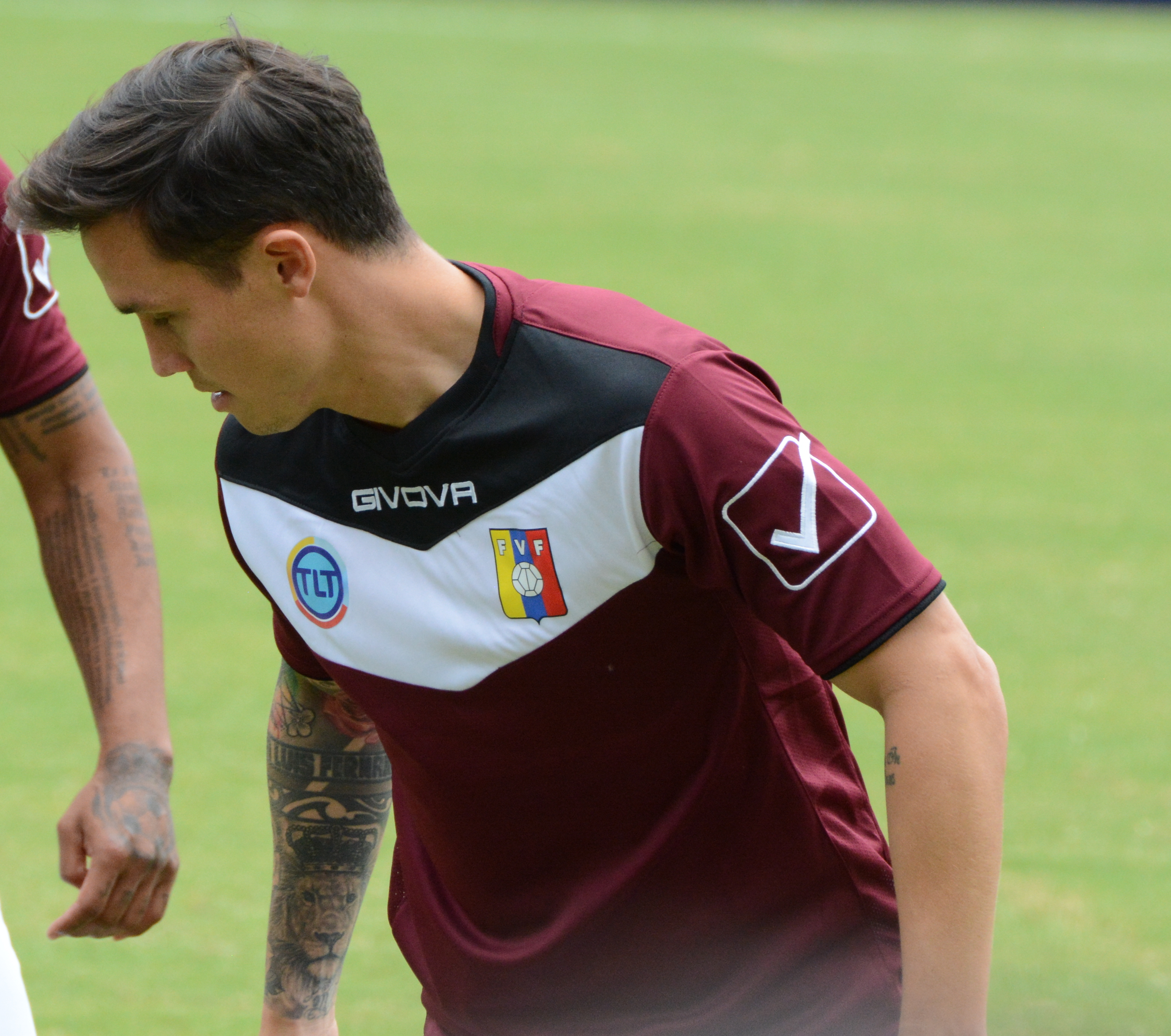
Con la selección de fútbol de Venezuela en 2019.

Debutó en una Eliminatoria Mundialista en su partido 4 con la selección contra Argentina el 16 de octubre de 2007 disputado en el estadio José Encarnación "Pachencho" Romero de Maracaibo con resultado de 0-2 a favor de Argentina, saliendo de titular para luego ser sustituido en el minuto 54.

#### Participaciones en eliminatorias mundialistas
| Eliminatorias      | Resultado  | Partidos | Goles |
| ------------------ | ---------- | -------- | ----- |
| Eliminatorias 2010 | 7° lugar   | 10       | 0     |
| Eliminatorias 2014 | 6.º lugar  | 10       | 1     |
| Eliminatorias 2018 | 10.º lugar | 4        | 0     |

#### Participaciones en Copas América
| Copa              | Sede           | Resultado        | Partidos | Goles |
| ----------------- | -------------- | ---------------- | -------- | ----- |
| Copa América 2011 | Argentina      | Cuarto puesto    | 2        | 0     |
| Copa América 2015 | Chile          | Primera fase     | 3        | 0     |
| Copa América 2016 | Estados Unidos | Cuartos de final | 4        | 0     |
| Copa América 2019 | Brasil         | Cuartos de final | 1        | 0     |

#### Goles internacionales
| # | Fecha                 | Lugar                                   | Rival    | Gol | Resultado | Competición                |
| - | --------------------- | --------------------------------------- | -------- | --- | --------- | -------------------------- |
| 1 | 23 de mayo de 2012    | CTE Cachamay, Ciudad Guayana, Venezuela | Moldavia | 1-0 | 4-0       | Amistoso                   |
| 2 | 11 de octubre de 2013 | Pueblo Nuevo, San Cristóbal, Venezuela  | Paraguay | 1-1 | 1-1       | Clasificación Mundial 2014 |

## Estadísticas
| Club                                | Temporada           | Liga  | Liga  | Liga   | Copa Nacional | Copa Nacional | Copa Nacional | Copa Internacional | Copa Internacional | Copa Internacional | Total | Total | Total  |
| Club                                | Temporada           | Part. | Goles | Asist. | Part.         | Goles         | Asist.        | Part.              | Goles              | Asist.             | Part. | Goles | Asist. |
| ----------------------------------- | ------------------- | ----- | ----- | ------ | ------------- | ------------- | ------------- | ------------------ | ------------------ | ------------------ | ----- | ----- | ------ |
| C. A. Banfield Argentina            | 2005-07             | 4     | 0     | 0      | 0             | 0             | 0             | -                  | -                  | -                  | 4     | 0     | 0      |
| C. A. Banfield Argentina            | Total               | 4     | 0     | 0      | 0             | 0             | 0             | -                  | -                  | -                  | 4     | 0     | 0      |
| Deportivo Tachira F. C. · Venezuela | 2007-08             | 17    | 4     | 0      | 0             | 0             | 0             | -                  | -                  | -                  | 17    | 4     | 0      |
| Deportivo Tachira F. C. · Venezuela | Total               | 17    | 4     | 0      | 0             | 0             | 0             | -                  | -                  | -                  | 17    | 4     | 0      |
| S. C. Lieja · Bélgica               | 2011-12             | 28    | 4     | 3      | 4             | 1             | 4             | 8                  | 2                  | 0                  | 40    | 7     | 7      |
| S. C. Lieja · Bélgica               | 2012-13             | 18    | 3     | 3      | 0             | 0             | 0             | -                  | -                  | -                  | 18    | 3     | 3      |
| S. C. Lieja · Bélgica               | Total               | 58    | 10    | 8      | 4             | 1             | 4             | 8                  | 2                  | 0                  | 58    | 10    | 10     |
| S. D. Quito · Ecuador               | 2013                | 6     | 0     | 0      | 0             | 0             | 0             | -                  | -                  | -                  | 6     | 0     | 0      |
| S. D. Quito · Ecuador               | Total               | 6     | 0     | 0      | 0             | 0             | 0             | -                  | -                  | -                  | 6     | 0     | 0      |
| S. C. Internacional · Brasil        | 2016                | 19    | 4     | 1      | 3             | 1             | 0             | -                  | -                  | -                  | 22    | 5     | 1      |
| S. C. Internacional · Brasil        | 2017                | 4     | 0     | 0      | 3             | 1             | 0             | -                  | -                  | -                  | 7     | 1     | 0      |
| S. C. Internacional · Brasil        | Total               | 23    | 4     | 1      | 6             | 1             | 0             | 0                  | 0                  | 0                  | 29    | 6     | 1      |
| A.F. Chapecoense · Brasil           | 2017                | 18    | 0     | 2      | 6             | 0             | 0             | 1                  | 0                  | 0                  | 25    | 0     | 2      |
| A.F. Chapecoense · Brasil           | Total               | 18    | 0     | 2      | 6             | 0             | 0             | 1                  | 0                  | 0                  | 1     | 0     | 2      |
| Independiente Santa Fe · Colombia   | 2008                | 34    | 4     | 0      | -             | -             | -             | -                  | -                  | -                  | 34    | 4     | 0      |
| Independiente Santa Fe · Colombia   | 2009                | 24    | 3     | 1      | 8             | 4             | 0             | -                  | -                  | -                  | 32    | 7     | 1      |
| Independiente Santa Fe · Colombia   | 2010                | 25    | 5     | 2      | -             | -             | -             | 5                  | 1                  | 1                  | 30    | 6     | 3      |
| Independiente Santa Fe · Colombia   | 2011                | 13    | 1     | 1      | 2             | 0             | 0             | 1                  | 0                  | 0                  | 16    | 1     | 1      |
| Independiente Santa Fe · Colombia   | 2014                | 35    | 3     | 2      | 8             | 1             | 0             | 4                  | 0                  | 1                  | 47    | 4     | 3      |
| Independiente Santa Fe · Colombia   | 2015                | 21    | 3     | 4      | 7             | 1             | 0             | 17                 | 1                  | 3                  | 45    | 5     | 7      |
| Independiente Santa Fe · Colombia   | 2016                | 14    | 7     | 2      | 0             | 0             | 0             | 8                  | 0                  | 4                  | 22    | 7     | 6      |
| Independiente Santa Fe · Colombia   | 2018                | 18    | 1     | 0      | 3             | 0             | 0             | 7                  | 0                  | 0                  | 28    | 1     | 0      |
| Independiente Santa Fe · Colombia   | 2019                | 18    | 1     | 1      | 1             | 0             | 0             | -                  | -                  | -                  | 19    | 1     | 1      |
| Independiente Santa Fe · Colombia   | 2020                | 13    | 2     | 2      | 2             | 0             | 0             | -                  | -                  | -                  | 15    | 2     | 2      |
| Independiente Santa Fe · Colombia   | 2021                | 11    | 0     | 0      | 0             | 0             | 0             | 1                  | 0                  | 0                  | 12    | 0     | 0      |
| Independiente Santa Fe · Colombia   | Total club          | 227   | 30    | 15     | 31            | 6             | 0             | 43                 | 2                  | 9                  | 270   | 36    | 9      |
| Phoenix Rising F. C. Estados Unidos | 2021                | 2     | 0     | 1      | -             | -             | -             | -                  | -                  | -                  | 2     | 0     | 1      |
| Phoenix Rising F. C. Estados Unidos | 2022                | 28    | 7     | 1      | 3             | 0             | 0             | -                  | -                  | -                  | 28    | 7     | 1      |
| Phoenix Rising F. C. Estados Unidos | Total               | 33    | 7     | 2      | 0             | 0             | 0             | -                  | -                  | -                  | 33    | 7     | 2      |
| Total en su carrera                 | Total en su carrera | 423   | 46    | 24     | 41            | 4             | 0             | 58                 | 4                  | 9                  | 478   | 56    | 21     |

## Palmarés

### Campeonatos regionales
| Título            | Club                | Estado             | Año  |
| ----------------- | ------------------- | ------------------ | ---- |
| Campeonato Gaúcho | S. C. Internacional | Río Grande del Sur | 2017 |

### Campeonatos nacionales
| Título              | Club                   | País     | Año     |
| ------------------- | ---------------------- | -------- | ------- |
| Copa Colombia       | Independiente Santa Fe | Colombia | 2009    |
| Categoría Primera A | Independiente Santa Fe | Colombia | 2014-II |
| Superliga           | Independiente Santa Fe | Colombia | 2015    |

### Campeonatos internacionales
| Título            | Club                   | Sede   | Año  |
| ----------------- | ---------------------- | ------ | ---- |
| Copa Sudamericana | Independiente Santa Fe | Bogotá | 2015 |

### Distinciones individuales
| Distinción                                     | Año  |
| ---------------------------------------------- | ---- |
| Parte del Equipo Ideal de la Copa Sudamericana | 2015 |
| Parte del Equipo Ideal de América              | 2015 |